# 大阪市立玉造小学校
大阪市立玉造小学校（おおさかしりつ たまつくり しょうがっこう）は、大阪府大阪市中央区玉造にある公立小学校。玉造・森之宮界隈を校区としている。

## 沿革
明治時代初期の1873年に、東大組第一区小学校として現在地に開校した。その後数回の校名変更を経て、玉造小学校となった。地域の児童数の増加に伴い、明治時代から大正時代にかけて大阪市森之宮尋常高等小学校・大阪市東雲尋常小学校の2小学校を分離したが、いずれもその後再統合している。
森之宮尋常高等小学校（1941年森之宮国民学校に改称）は1903年、現在の中央区森ノ宮中央1丁目に創立した。玉造小学校から校区を分離し、また高等科を移管して設置された。しかし1945年の大阪大空襲で校舎や校区が壊滅的な被害を受けたために1946年玉造小学校に再統合された。森之宮小学校跡にはアピオ大阪（大阪市立労働会館）が建設された後、2010年以降は大阪市こども相談センターが入居している。
なお、城東区に同名の大阪市立森之宮小学校があるが、城東区の森之宮小学校は1979年に大阪市立中浜小学校から分離開校した小学校であり、戦前の森之宮尋常高等小学校とは沿革上のつながりはない。
また東雲尋常小学校（1941年東雲国民学校に改称）は、1920年に玉造小学校の分校として現在の中央区玉造1丁目に設置され、1923年に独立校となった。太平洋戦争の際に国策による男子商業学校の工業学校への転換、およびそれに伴う女子商業学校の増設がおこなわれた際、既存の小学校（国民学校）を統廃合して空いた校舎を女子商業学校に転換する方策をとった。これに伴い、新設の東雲女子商業学校に校舎を転用する形で1944年に廃校となった。
前年の1943年に大阪市の行政区の分増区および区の境界見直しがおこなわれたことにより、東雲小学校校区は従来の東区1行政区から東区・天王寺区・東成区の3行政区に分割されていた。これに伴い、従来の東雲小学校校区のうち東区の区域は玉造小学校の校区へ、天王寺区となった区域は真田山小学校および清堀小学校の校区へ、東成区となった区域は中道小学校校区へとそれぞれ分離編入された。
転換先となった東雲女子商業学校は、戦後浪華女子商業学校に合併した。合併先の浪華女子商業学校は、その後大阪市立東商業高等学校に合併している。東雲小学校・東雲女子商業学校跡地は、終戦直後には企業の倉庫として使われたのち、1955年に大阪市立玉造幼稚園が移転している。

### 年表
- 1873年（明治6年）
  - 5月15日 - 東大組第一区小学校として、現在地に開校。
  - 11月17日 - 東成郡第二区小学校に改称。
- 1879年（明治12年）9月29日 - 東成郡公立玉造小学校に改称。
- 1887年（明治20年）4月1日 - 東成郡西玉造村立玉造尋常小学校に改称。
- 1897年（明治30年）4月1日 - 大阪市への編入に伴い、大阪市玉造尋常高等小学校に改称。
- 1903年（明治26年）5月11日 - 高等科を、新設の大阪市玉造尋常高等小学校（のちの森之宮小学校）に分離。これに伴い大阪市玉造尋常小学校に改称。

森之宮尋常小学校：1903年玉造尋常高等小学校として創立したのち、1923年森之宮尋常高等小学校、1941年森之宮国民学校に改称。
- 1920年（大正9年） - 分校を設置。
- 1923年（大正12年）4月1日 - 分校が大阪市東雲尋常小学校として分離。
- 1930年（昭和5年）6月29日 - 敷地内に大阪市立玉造幼稚園を併設。
- 1934年（昭和9年）9月21日 - 室戸台風で校舎が倒壊。
- 1941年（昭和16年）4月1日 - 国民学校令により、大阪市玉造国民学校に改称。
- 1944年（昭和19年）4月1日 - 東雲国民学校の廃校に伴い、従来の同校校区の一部を校区に編入。
- 1944年（昭和19年）9月 - 集団疎開を実施。

玉造国民学校：滋賀県蒲生郡中野村・玉緒村（現在の東近江市）へ疎開。
森之宮国民学校：滋賀県蒲生郡桐原村・馬淵村（現在の近江八幡市）へ疎開。
- 1946年（昭和21年）4月1日 - 戦災により、森之宮国民学校を合併。
- 1947年（昭和22年）4月1日 - 学制改革により、大阪市立玉造小学校に改称。
- 1955年（昭和30年） - 校内に併設されていた大阪市立玉造幼稚園が、独立園舎（旧東雲小学校跡）に移転。
- 1973年（昭和48年） 5月 - 創立100周年記念式典 挙行。
- 1990年（平成2年）10月 - 新校舎完成。
- 1991年（平成3年）2月 - 校舎竣工記念式典 挙行。
- 1993年（平成5年）5月 - 創立120周年記念式典 挙行。
- 2000年（平成12年）3月 - パソコン教室 設置。
- 2003年（平成15年）
  - 9月 - 中校舎完成。
  - 11月 - 創立130周年・校舎増築竣工記念式典 挙行。
- 2013年（平成25年）11月9日 - 創立140周年記念式典 挙行[4]。
- 2023年（令和5年）11月27日 - 創立150周年記念集会・記念式典 開催[5]。

## 通学区域
- 大阪市中央区 大阪城（一部）、馬場町（一部）、森ノ宮中央1丁目・2丁目、玉造1丁目・2丁目、法円坂1丁目（一部）、上町1丁目（一部）。

卒業生は基本的に大阪市立東中学校に進学する。

## 出身者
- 市田忠義 - 参議院議員・日本共産党書記局長

## 交通・アクセス方法
- Osaka Metro（長堀鶴見緑地線）玉造駅より北へ約500m・JR西日本（大阪環状線）玉造駅より北西へ約850m
- Osaka Metro（中央線・長堀鶴見緑地線）森ノ宮駅2号出入口より南へ約500m・JR西日本（大阪環状線）森之宮駅より南西へ約700m